# Geologia Ukrainy
     1. Tarcza ukraińska
     2. Masyw kowelski
     3. Płyta Wołyńsko-Podolska
     4. Karpacka strefa fałdowa
     5. Platforma zachodnioeuropejska
     6. Zapadlisko dnieprowsko-donieckie
     7. Antekliza woroneska
     8. Doniecka struktura fałdowa
     9. Zapadlisko nadczarnomorskie
     10. Kraton sarmacki
     11. Krymska strefa fałdowa

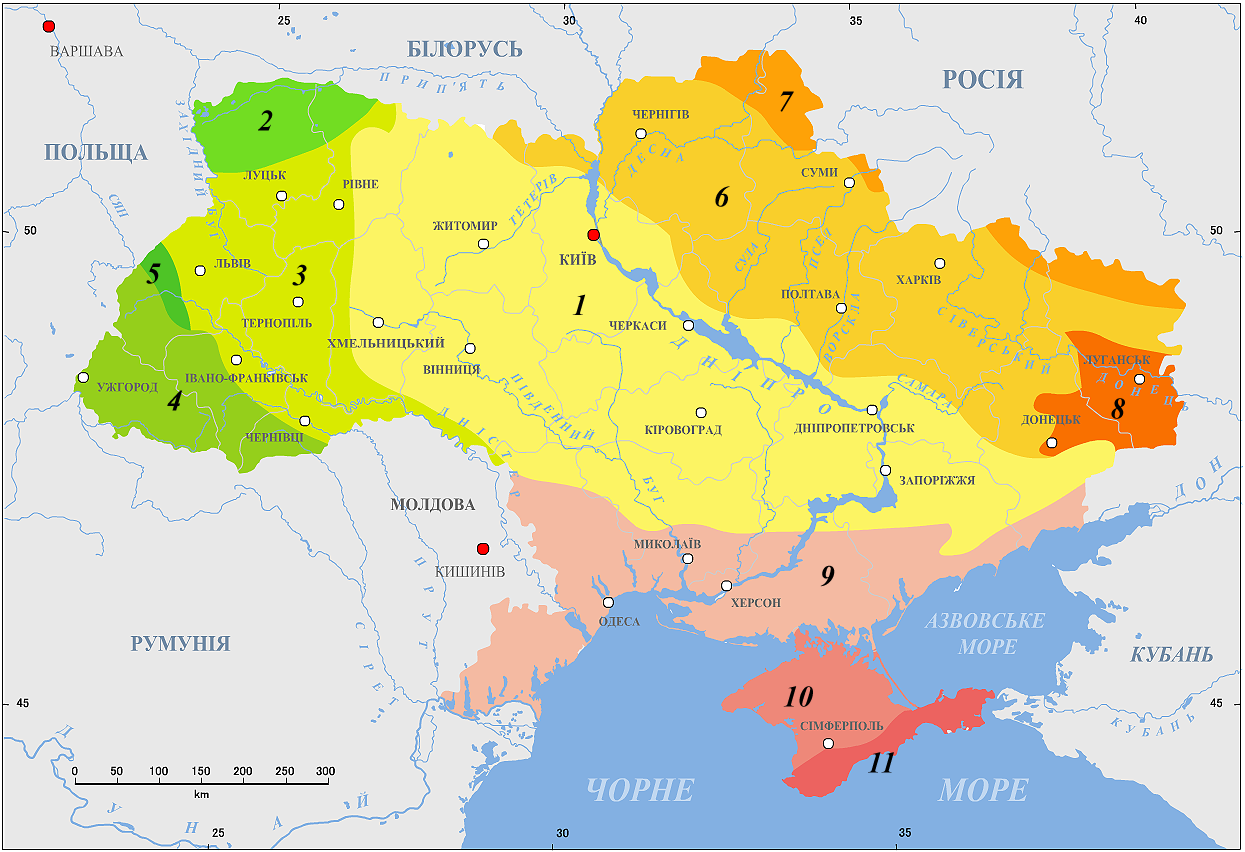
1. Tarcza ukraińska
2. Masyw kowelski
3. Płyta Wołyńsko-Podolska
4. Karpacka strefa fałdowa
5. Platforma zachodnioeuropejska
6. Zapadlisko dnieprowsko-donieckie
7. Antekliza woroneska
8. Doniecka struktura fałdowa
9. Zapadlisko nadczarnomorskie
10. Kraton sarmacki
11. Krymska strefa fałdowa

Terytorium Ukrainy znajduje się w południowo-zachodniej części platformy wschodnioeuropejskiej oraz obejmuje wschodni fragment Alpidów, obejmujących systemy górskie Karpat i Gór Krymskich.

## Budowa geologiczna

### Platforma wschodnioeuropejska

#### Antekliza woroneska
- Płyta wołyńsko-podolska
  - Synekliza halicko-wołyńska

#### Aulakogen dnieprowsko-doniecki
- Zapadlisko donieckie
  - Niecka bachmucka
  - Niecka Kalmiusu-Torca
  - Siodło doniecko-orilskie
  - Monoklina starobielska
- Niecka prypiecka
- Doniecka struktura fałdowa

### Platforma scytyjska
- Zapadlisko przyczarnomorskie

### Alpidy

#### Karpaty
- Zapadlisko przedkarpackie
- Zapadlisko zakarpackie

## Bogactwa mineralne
Podstawowymi surowcami Ukrainy są wielkie złoża węgla kamiennego, rud żelaza oraz surowców skalnych.

## Hydrogeologia
Wyróżnia się następujące baseny:
- Basen wołyńsko-podolski – charakteryzuje się szerokim rozprzestrzenieniem nisko zmineralizowanych wód (do 1 g/l)
- Basen dnieprowsko-doniecki – największe znaczenie mają wody czwartorzędowe, kredowe i jurajskie. Skład – od węglanowo-potasowych (mineralizacja 1-3 g/l)  do chlorkowo-sodowych (z mineralizacją do 30-100 g/l), charakterystycznych dla głębokich horyzontów paleozoiku oraz stref rozłamów

## Sejsmiczność
Obszar Ukrainy należy do alpejsko-himalajskiego pasa sejsmicznego i umownie dzieli się na trzy strefy:
- Platformę wschodnioeuropejską – odczuwa się tutaj trzęsienia ziemi, powiązane ze średniogłębokimi (ponad 90 km) ogniskami karpackimi w górach Vrancea, o sile 4-5 st. MCS
- Karpaty Wschodnie – z mierzoną sejsmicznością 6-7 st. (z wyjątkiem ogniska w górach Vrancea)
- Południowy Krym – z wysoką sejsmicznością ponad 8-8,5 st.